# Andrea Levy
Andrea Levy (Londra, 7 marzo 1956 – 14 febbraio 2019) è stata una scrittrice britannica, famosa per il romanzo Un'isola di stranieri (Small Island), pubblicato nel 2004 in Gran Bretagna e l'anno dopo in Italia, vincitore di numerosi premi.

## Biografia
Andrea Levy nasce a Londra nel 1956 da una famiglia di origini giamaicane. Il padre lasciò la Giamaica nel 1948 e giunse in Gran Bretagna a bordo della Empire Windrush. Trovò lavoro in un ufficio postale e sei mesi dopo fu raggiunto dalla moglie che, fino ad allora insegnante, una volta arrivata a Londra dovette adattarsi a umili lavori saltuari per essere di sostegno alla famiglia.
La Levy è cresciuta in un quartiere popolare a maggioranza bianca nella zona di Highbury, nel nord di Londra, e ha frequentato la Highbury Hill Grammar School. La sua vita nella capitale è stata alquanto dura a causa della discriminazione razziale.
All'età di vent'anni, mentre lavorava nel reparto guardaroba della BBC, inizia a leggere voracemente le opere di scrittrici afro-americane come Maya Angelou, Toni Morrison e Alice Walker che la inducono a interrogarsi sulla sua identità di donna di colore britannica.
Inizia a scrivere solamente all'età di circa trentacinque anni, dopo aver partecipato ad alcuni workshop di scrittura creativa. Nel 1994 pubblica il suo primo romanzo, a sfondo autobiografico, Tutte le luci accese (Every Light in the House Burnin), che narra la storia di una famiglia giamaicana trasferitasi a Londra. Prima di essere pubblicato, il libro ricevette numerosi rifiuti da parte delle case editrici. La scrittrice così commenterà in seguito: «Gli editori hanno una mentalità da branco. Erano preoccupati del fatto che solo persone di colore mi avrebbero letto [...] Nessuno aveva mai avuto veramente successo come scrittrice di colore britannica che parlava delle cose di tutti i giorni».
Il suo secondo romanzo, Never Far from Nowhere (1996), ambientato a Londra negli anni Settanta, racconta la storia di due sorelle, Olive e Vivien, figlie di emigranti caraibici, e dei pregiudizi a cui sono sottoposte a causa delle loro origini e del loro aspetto fisico. Dopo la sua pubblicazione, la Levy visitò per la prima volta la Giamaica e questa esperienza le diede nuovo materiale per il suo terzo romanzo, Il frutto del limone (1999), ambientato nell'isola caraibica e nella Gran Bretagna dell'era di Margaret Thatcher.
È con il quarto romanzo, Un'isola di stranieri (Small Island, 2004), che la Levy ha raggiunto la notorietà. L'opera ha vinto numerosi premi: l'Orange Prize, il Whitbread Prize nelle categorie "Fiction" e "Book of the Year" e il Commonwealth Prize 2005. In seguito al grande successo e ai riconoscimenti ottenuti, il romanzo venne adattato in una mini serie televisiva dallo stesso titolo, trasmessa dalla BBC nel dicembre 2009.
Il quinto romanzo, Una lunga canzone (The Long Song, 2010), racconta la storia, narrata in prima persona, della schiava July, costretta a lavorare e a vivere in una piantagione di canna da zucchero a metà del XIX secolo. Vinse il Walter Scott Prize nel 2011.
Nel 2014 è stato pubblicato il suo libro breve Six Stories and an Essay.
La Levy è stata giudice per l'Orange Prize e per il Saga Prize. Nel novembre 2017 la BBC ha annunciato che verrà trasmesso l'adattamento dell'ultimo romanzo della scrittrice, Una lunga canzone, in una mini serie televisiva in tre parti che verrà scritta dalla stessa sceneggiatrice dell'adattamento di Un'isola di stranieri, Sarah Williams.
Andrea Levy è morta nel 2019 per un tumore al seno.

## Temi, influenze e stile
Inizialmente influenzata da scrittrici statunitensi di colore, come Toni Morrison e Audre Lourde, la Levy si ispira successivamente alla letteratura femminista di Michelle Roberts e Zoe Fairbairn. Sarà però James Baldwin lo scrittore che maggiormente segnerà il suo modo di guardare alle questioni politiche attraverso la narrativa. Da lui, la Levy eredita il modo di descrivere le dinamiche dell’imperialismo, del potere e del razzismo.
Per quanto riguarda l'influenza di scrittori caraibici, con i quali condivide lo stesso background, la Levy trova ispirazione in Sam Selvon, autore di Londinesi solitari, di cui apprezza la scrittura e, soprattutto, lo humour disinvolto.
Tutte le opere di Andrea Levy mirano ad esplorare le sue origini caraibiche, in connessione alla storia britannica. La Levy ritiene che quelle popolazioni relegate ai margini, usate come merce o condannate allo sfruttamento nel caso della schiavitù, debbano avere una loro voce e diventare parte integrante della storia.
Il suo primo romanzo, Every Light in the House Burnin′ (1994), è semi-autobiografico e mostra, coerentemente alle tematiche trattate dall'autrice, il travagliato rapporto di incontro-scontro tra black british e inglesi bianchi. Nel suo primo romanzo la protagonista e unica voce narrante è Angela, la quarta e ultima figlia di una famiglia giamaicana, che alterna ricordi della propria infanzia e impressioni da neolaureata. Nel suo secondo romanzo, Never Far from Nowhere, viene data voce a due sorelle, Vivien e Olive, che ricevono un trattamento differente dalla società in cui vivono, a causa del colore diverso della loro carnagione. Il filo conduttore dei suoi primi tre romanzi è rappresentato dalla voce di giovani donne, nate in Gran Bretagna da famiglie di origini caraibiche, che si ritrovano a vivere fra due mondi, in conflitto sia con i genitori immigrati, che con la società che le ospita sin dalla loro nascita, senza però considerarle vere cittadine inglesi.
Lo stile della Levy muta considerevolmente nel suo terzo romanzo, Il frutto del limone, in cui la trama viene narrata a più voci dai protagonisti per dar vita a una narrazione polifonica, in precedenza mai sperimentata dall'autrice. Le quattro voci distinte dei protagonisti e l'utilizzo di flashback narrativi, conducono l'azione avanti e indietro nel tempo, dall'India agli Stati Uniti, a diverse regioni della Gran Bretagna.
Un cambiamento tematico si ha invece nel quarto romanzo, Un'isola di stranieri. Da una parte l'autrice rimane fedele al filone letterario caraibico, i cui temi principali sono la casa, la migrazione e la costante presenza di un background autobiografico: le vicissitudini dei due protagonisti di colore del romanzo ricalcano quelle attraversate dai genitori della Levy. Dall'altra parte tenta di compiere un'analisi a tutto tondo della nuova fisionomia acquistata della società inglese degli anni Sessanta, segnata dal razzismo, e dà spazio ai temi della discriminazione di genere e di classe e della guerra.

### Un'isola di stranieri(Small Island)
Ritenuto l'opera più importante di Levy, il romanzo è ambientato in Giamaica e Gran Bretagna nel periodo precedente e successivo alla seconda guerra mondiale. I protagonisti sono una coppia di giamaicani di colore, giunti a Londra nel 1948, e una coppia di londinesi bianchi, i cui destini saranno legati per sempre, a simboleggiare l'incontro dei primi immigrati dai Caraibi negli anni Cinquanta e la popolazione londinese dell'epoca.
La storia della coppia caraibica rispecchia l'amara realtà vissuta dai genitori della Levy, immigrati in Inghilterra con la speranza di un futuro migliore, ma le cui aspettative vengono precocemente deluse. Discriminato e maltrattato, Gilbert scopre che l'aver combattuto nell'esercito non gli garantisce la cittadinanza inglese. La moglie Hortense si trova ugualmente perseguitata e chiamata con disprezzo darkie dagli inglesi bianchi. I due stringeranno un rapporto con la coppia di londinesi bianchi, Queenie e Bernard, altrettanto poveri e infelici. Nonostante l'iniziale sentimento di superiorità di questi ultimi, progressivamente sostituito da una perdita di certezze e da un'amara disillusione, le due coppie trovano sostegno l'una nell'altra per affrontare la crisi economica, materiale e identitaria che affligge l'Inghilterra del periodo postbellico.
Il focus del libro non è tanto sul periodo successivo alla guerra, quanto sulle vite dei personaggi precedenti ad essa, sugli avvenimenti che li hanno portati a incontrarsi a Londra nel 1948. La contrapposizione tra i due periodi è marcata dal titolo delle sezioni in cui si divide il romanzo, «1948», in cui la narrazione è a più voci, e «Before», dove le vicende sono narrate a turno dalla voce del personaggio che ne è protagonista.

## Opere
- 1994, Every Light in the House Burnin′
Tutte le luci accese, Baldini Castoldi Dalai, 2008 ISBN 978-88-6073-114-2
- 1996, Never Far from Nowhere
- 1999, Fruit of the Lemon
Il frutto del limone, Baldini Castoldi Dalai, 2006 ISBN 88-8490-879-5
- 2004, Small Island
Un'isola di stranieri, Baldini Castoldi Dalai editore, 2005 ISBN 978-88-6620-057-4
- 2010, The Long Song
Una lunga canzone, Dalai Editore, 2011 ISBN 978-88-6073-775-5
- 2014, Six Stories and an Essay

## Premi
- 2004, Orange Prize (Small Island)
- 2004, Whitbread Book of the Year (Small Island)
- 2005, Commonwealth Writers Prize (Small Island)
- 2010, Man Booker Prize (The Long Song)
- 2011, Walter Scott Prize (The Long Song)